# New Wave in Jazz
The New Wave in Jazz è un album live di musica free jazz pubblicato dall'etichetta Impulse! Records nel 1965.

## Descrizione
L'album raccoglie la registrazione di un concerto di beneficenza tenutosi domenica pomeriggio 28 marzo 1965 a New York presso la Black Arts Repertory Theather School con la partecipazione di artisti dell'avanguardia jazzistica come il John Coltrane Quartet con una versione dello standard Nature Boy, Albert Ayler con la sua Holy Ghost, Grachan Moncur III con Blue Free, Archie Shepp con una versione in settetto della sua Hambone dall'album Fire Music, e Charles Tolliver con una cover di Brilliant Corners di Monk.
Il concerto era stato organizzato con la collaborazione del poeta e attivista per i diritti dei neri LeRoi Jones. Inizialmente l'album avrebbe dovuto intitolarsi New Black Music, e vi sarebbero dovuti comparire tutti i musicisti che si erano esibiti durante il concerto ma, dalla versione finale preparata alla Impulse! per la pubblicazione vennero però estromessi il gruppo della cantante Betty Carter, che aveva chiuso il concerto, e l'orchestra di Sun Ra.

## Tracce
1. John Coltrane Quartet – Nature Boy – 8:48 (Eden Ahbez)
2. Albert Ayler – Holy Ghost – 7:21 (Albert Ayler)
3. Grachan Moncur III – Blue Free – 6:43 (Grachan Moncur)
4. Archie Shepp – Hambone – 11:41 (Archie Shepp)
5. Charles Tolliver – Brilliant Corners – 9:45 (Thelonious Monk)

### Bonus track ristampa CD
1. Charles Tolliver: Plight (Charles Tolliver) - 13:07
2. Grachan Moncur III: The Intellect (Grachan Moncur) - 24:06

- Le versioni in LP e CD differiscono per l'ordine e la durata delle tracce.

## Musicisti[2]
- John Coltrane: sassofono tenore in Nature Boy
- Jimmy Garrison: contrabbasso in Nature Boy
- Elvin Jones: batteria in Nature Boy
- McCoy Tyner: piano in Nature Boy
- Albert Ayler: sassofono tenore in Holy Ghost
- Joel Freedman: violoncello in Holy Ghost
- Lewis Worrell: contrabbasso in Holy Ghost
- Donald Ayler: tromba in Holy Ghost
- Sonny Murray: batteria in Holy Ghost
- Grachan Moncur: tromba in Blue Free
- Bill Harris: batteria in Blue Free
- Cecil McBee: contrabbasso in Blue Free
- Bobby Hutcherson: vibrafono in Blue Free
- Archie Shepp: sassofono tenore in Hambone
- Reggie Johnson: contrabbasso in Hambone
- Virgil Jones: tromba in Hambone
- Marion Brown: sassofono alto in Hambone
- Roger Blank: batteria in Hambone
- Fred Pirtle: sassofono baritono in Hambone
- Ashley Fennell: tromba in Hambone
- Charles Tolliver: tromba in Brilliant Corners
- Cecil McBee: contrabbasso in Brilliant Corners
- James Spaulding: sassofono alto in Brilliant Corners
- Billy Higgins: batteria in Brilliant Corners
- Bobby Hutcherson: vibrafono in Brilliant Corners